# Parafia Matki Bożej Królowej Polski w Legnicy
Parafia pw. Matki Bożej Królowej Polski w Legnicy – rzymskokatolicka parafia znajdująca się w dekanacie Legnica Wschód diecezji legnickiej. Jej proboszczem jest ks. Bogusław Drożdż. Obsługiwana przez księży diecezjalnych. Erygowana 1 lipca 1985. Mieści się przy placu Kardynała Stefana Wyszyńskiego na osiedlu Mikołaja Kopernika. Przy parafii znajduje się Centrum Spotkań im. Jana Pawła II.
3 maja 2010 r. odbyła się uroczystość jubileuszu 25-lecia istnienia parafii. W uroczystościach udział wzięli: bp diecezji legnickiej Stefan Cichy, bp pomocniczy Marek Mendyk, kard. Henryk Gulbinowicz - emerytowany metropolita wrocławski, proboszcz Aleksander Stankiewicz oraz księża związani z parafią. Mszy przewodniczył bp Stefan Cichy.

## Zasięg parafii
Ulice: Andromedy, Galaktyczna, Jowisza, Kasjopei, Kosmiczna, Księżycowa, Marsa, Merkurego, Mirandy, Neptuna, Orbitalna, Planetarna, Plutona, Polarna, Wielkiej Niedźwiedzicy, Wrocławska parzyste od 156 do 244 i nieparzyste od 179 do 183 i od 213 do 257, Drozdowa, Jaskółcza, Kosowa, Krucza, Łabędzia, Pawia, Ptasia, Różana, Słowicza, Sokolska, Szczygla, Wiosenna, Żurawia.

## Proboszczowie
- ks. dr Aleksander Stankiewicz (1985–2010)
- ks. Ryszard Wołowski (2010–2018)
- ks. dr hab. Bogusław Drożdż (od 2018)

## Centrum Spotkań im. Jana Pawła II
Centrum jest zarządzane przez diecezję legnicką. Choć znajduje się bezpośrednio pod nawą nie jest integralną częścią kościoła i parafii. Maksymalnie może pomieścić 500 osób.